# Neuhofen an der Ybbs
Pour les articles homonymes, voir Neuhofen.
Neuhofen an der Ybbs est une ville autrichienne située en Basse-Autriche, située sur l'Ybbs, un affluent du Danube.

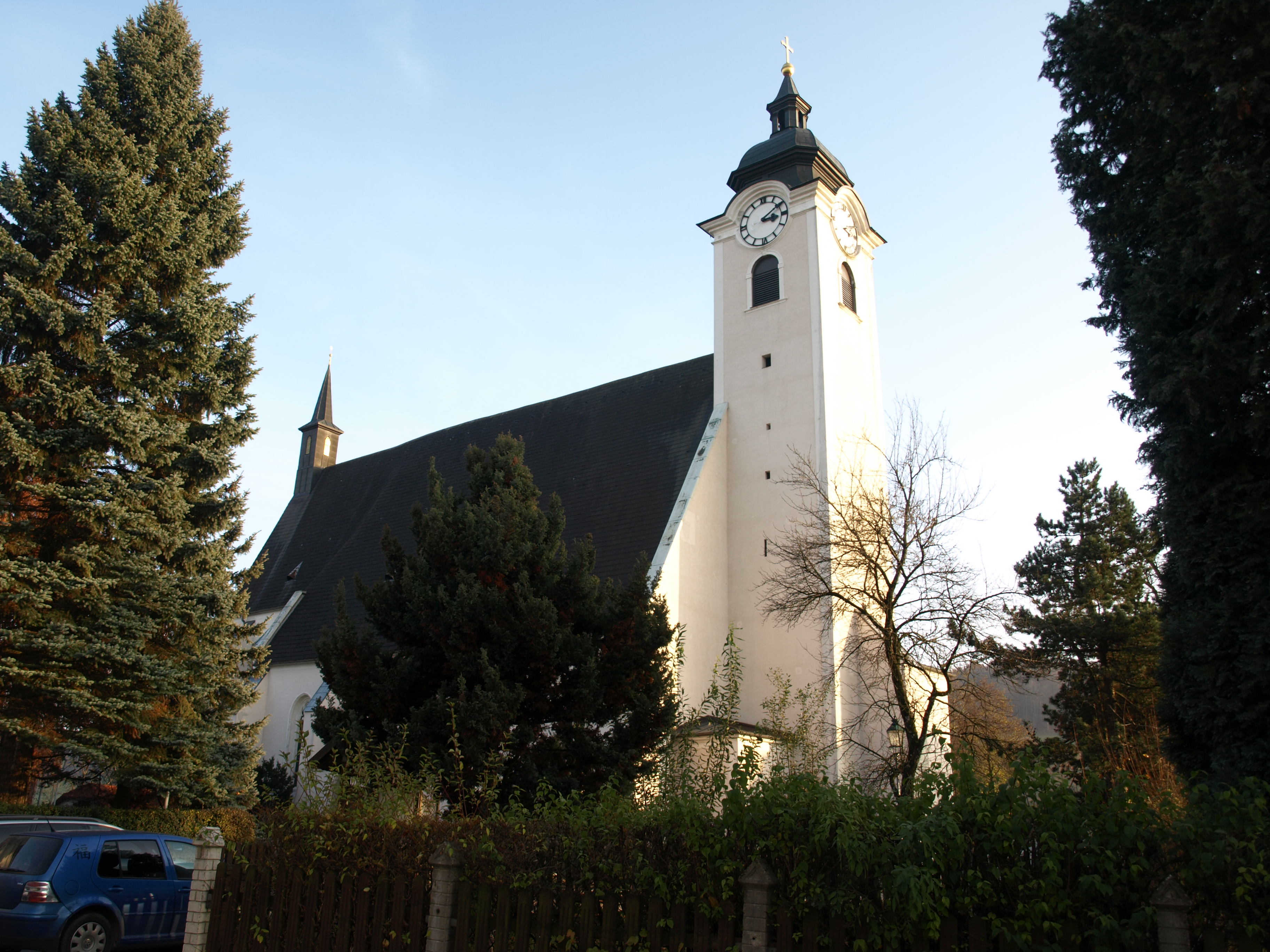
Église de l'Assomption de la Vierge Marie

## Histoire
La commune est appelée le berceau de l'Autriche, puisqu'il est fait mention de la localité (in loco Niuvanhova dicto) dans un acte établi à Bruchsal du 1er novembre 996 où le terme d'Ostarrichi (évoquant l'Autriche) est mentionné lui aussi pour la première fois.
Cet acte traîte d'une donation d'un territoire de 950 hectares de terres situés autour de Neuhofen, par l'empereur Otton III à Gottschalk von Hagenau, archevêque de Freising.
De nos jours, cet acte se trouve dans les archives de la Bavière à Munich.